# Mihara (Hirošima)
Mihara je město o rozloze 258 kilometrů čtverečních v prefektuře Hirošima.

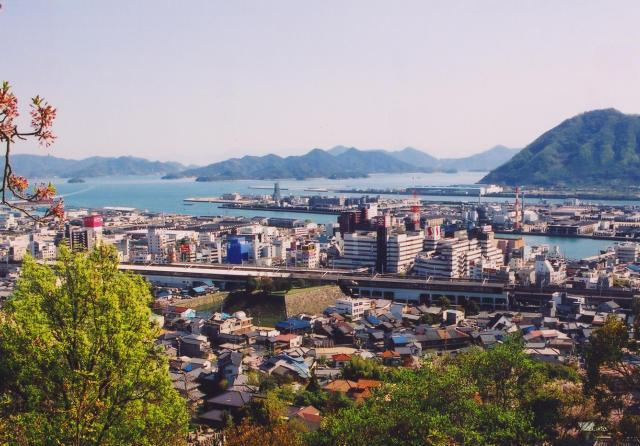
Panoramatický pohled na Miharu

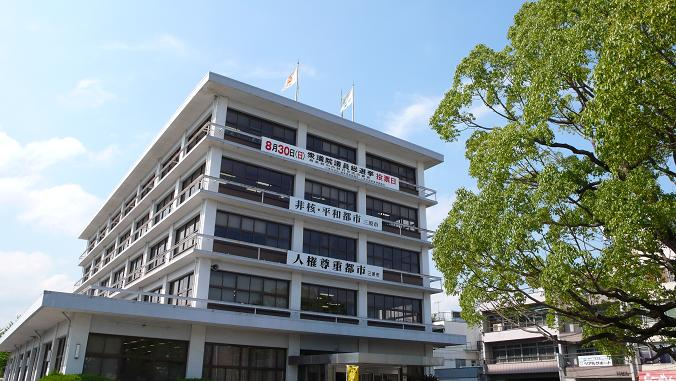
Městská radnice

## Geografie

Letecká mapa města

Mihara je přímořské město na jihu vrchovaté prefektury Hirošima. Část pobřeží náleží k národnímu parku Setonaikai. Středem města protéká řeka Numata.

## Podnebí
Pro místní subtropické klima jsou typické chladné až mírné zimy a horká, vlhká léta.  
Průměrná roční teplota v Mihaře je 14,2 °C, nejteplejším měsícem je srpen, nejchladnějším pak leden. Nejvyšší teplota byla zaznamenaná 24. července 2018 a sice 36,3 °C, naopak nejchladnějším dnem byl 16. leden 2011, kdy teplota klesla na -9,4 °C.
Průměrné roční srážky jsou 1 374 mm, přičemž nejvíce jich spadne během července.

## Dějiny
Oblast Mihary je součástí starověké provincie Aki a byla osídlena již v prehistorických dobách. Nachází se zde mnoho pohřebních mohyl z období Kofun (300 až 538 našeho letopočtu). K většímu rozvoji města došlo během období Sengoku, během kterého byly postaveny místní pevnosti a hrady. Po bitvě u Sekigahary v roce 1600 spadlo město pod správu Hirošimy a tedy majetkem klanu Asano. Po reformách Meidži bylo 1. dubna 1889 oficiálně založeno město Mihara a vytvořen systém moderních obcí. V roce 1936 byly k městu přiřazeny sousední obce.

## Demografie
Od roku 1960 probíhá ve městě pravidelné sčítání lidu. Nejvíce obyvatel, a sice 111 tisíc, zde žilo v roce 1985, od té doby jich pozvolna ubývá. V roce 2020 jich bylo 90 573 lidí a odhaduje se, že ke 30. dubnu 2023 to bylo 88 591 ve 43 253 domácnostech. Hustota zalidnění tak vychází na 190 obyvatel na km2.

## Ekonomika
Mihara je klíčový dopravní uzel v prefektuře Hirošima, vedou tudy dálnice, trať a je zde přístav i letiště.
Město je centrem těžkého průmyslu. Na pobřeží se soustřeďují metalurgické a chemické firmy, ve vnitrozemí jsou elektrotechnologické společnosti.
Místní zemědělská produkce stojí na citrusech, které rostou při pobřeží. Jiné druhy ovoce a rýže se pěstují v hornatých oblastech.

## Školství
V Mihaře je 20 veřejných základních škol. Středních škol je 10 veřejných provozovaných městskou vládou, další tři veřejné provozované Prefekturní radou pro vzdělávání Hirošimy a dvě soukromé. Prefektura krom toho provozuje speciální školu pro zdravotně postižené. Co se týče vysokoškolského vzdělání, v Mihaře je kampus Hirošimské prefekční univerzity.